# I Love the Little Things
Chansons représentant le Royaume-Uni au Concours Eurovision de la chanson
Say Wonderful Things
(1963) I Belong
(1965)
I Love the Little Things (« J'aime les petites choses » en anglais) est une chanson interprétée par le chanteur anglais Matt Monro pour représenter le Royaume-Uni au Concours Eurovision de la chanson 1964 qui se déroulait à Copenhague, au Danemark.

## À l'Eurovision
Elle est intégralement interprétée en anglais, langue nationale, comme le veut la coutume avant 1966. L'orchestre est dirigé par Harry Rabinowitz (en).
Il s'agit de la huitième chanson interprétée lors de la soirée, après Rachel qui représentait la France avec Le Chant de Mallory et avant Nora Nova qui représentait l'Allemagne avec Man gewöhnt sich so schnell an das Schöne. À l'issue du vote, elle a obtenu 17 points, se classant 2e sur 16 chansons,.